# Fernando Cruz
Fernando da Conceição Cruz  (ur. 12 sierpnia 1940 w Lizbonie, zm. 16 sierpnia 2025) − portugalski piłkarz, obrońca. Uczestnik oraz brązowy medalista mistrzostw świata z roku 1966. 11-krotny reprezentant Portugalii.

## Kariera
Wraz z Benficą Lizbona (w latach 1959–1970) sięgał 8-krotnie po tytuły mistrza Portugalii w sezonach: 1959/60, 1960/61, 1962/63, 1963/64, 1964/65, 1966/67, 1967/68 oraz 1968/69. Jest również 4-krotnym zdobywcą Pucharu Portugalii kolejno w latach: 1962, 1964, 1969 i 1970. Dwukrotnie sięgał po Puchar Europy Mistrzów Klubowych (PEMK): w 1961 oraz 1962. W latach 1963, 1965 oraz 1968 wraz z Benficą zdobywał drugie miejsca w PEMK. W reprezentacji narodowej zadebiutował 21 maja 1961, w meczu z reprezentacją Anglii (1–1). W 1966 został powołany na mundial 1966, który odbywał się w Anglii. Wraz z drużyną narodową, sięgnął po brązowy medal na tych mistrzostwach.

## Osiągnięcia

### SL Benfica
Puchar Europy Mistrzów Klubowych:

Zwycięzca: 1960/61 oraz 1961/62 

2. miejsca: 1962/63, 1964/65 oraz 1967/68
8x Liga Portugalska:

1959/60, 1960/61, 1962/63, 1963/64, 1964/65, 1966/67, 1967/68 oraz 1968/69
3x Puchar Portugalii:
1961/62, 1963/64 oraz 1968/69
1x Troféu Ramón Carranza - 1963
- Uczestnik i brązowy medalista mundialu 1966